# Ustanciosporium retinosporum
Ustanciosporium retinosporum är en svampart som först beskrevs av Kukkonen & Gjaerum, och fick sitt nu gällande namn av M. Piepenbr. 2000. Ustanciosporium retinosporum ingår i släktet Ustanciosporium och familjen Anthracoideaceae.   Inga underarter finns listade i Catalogue of Life.